# Polonyi Elemér
Polonyi Elemér, született Pollatschek Juda Elemér (Sátoraljaújhely, 1870. október 31. – Budapest, 1942. november 15.) magyar zongoraművész, zenepedagógus, zeneszerző.  

## Életútja
Polonyi (Pollatschek) Ignác (1844–1916) bortermelő és Berger Fanni (1852–1930) fia. A Nemzeti Zenedében Székely Imre, majd Weimarban  Stuwenhagen tanítványa volt. A bécsi konzervatóriumban is tanult. Számos hangversenyt adott magyar és külföldi városokban. 1902-ben a Nemzeti Zenede tanára lett, majd később címzetes igazgatójává nevezték ki.

## Művei
- zongoradarabok
- Magyar rapszódia 1891
- Caprice
- Scenes de Ballet
- Polonaise de concert
- La mer
- dalok